# Premier rang

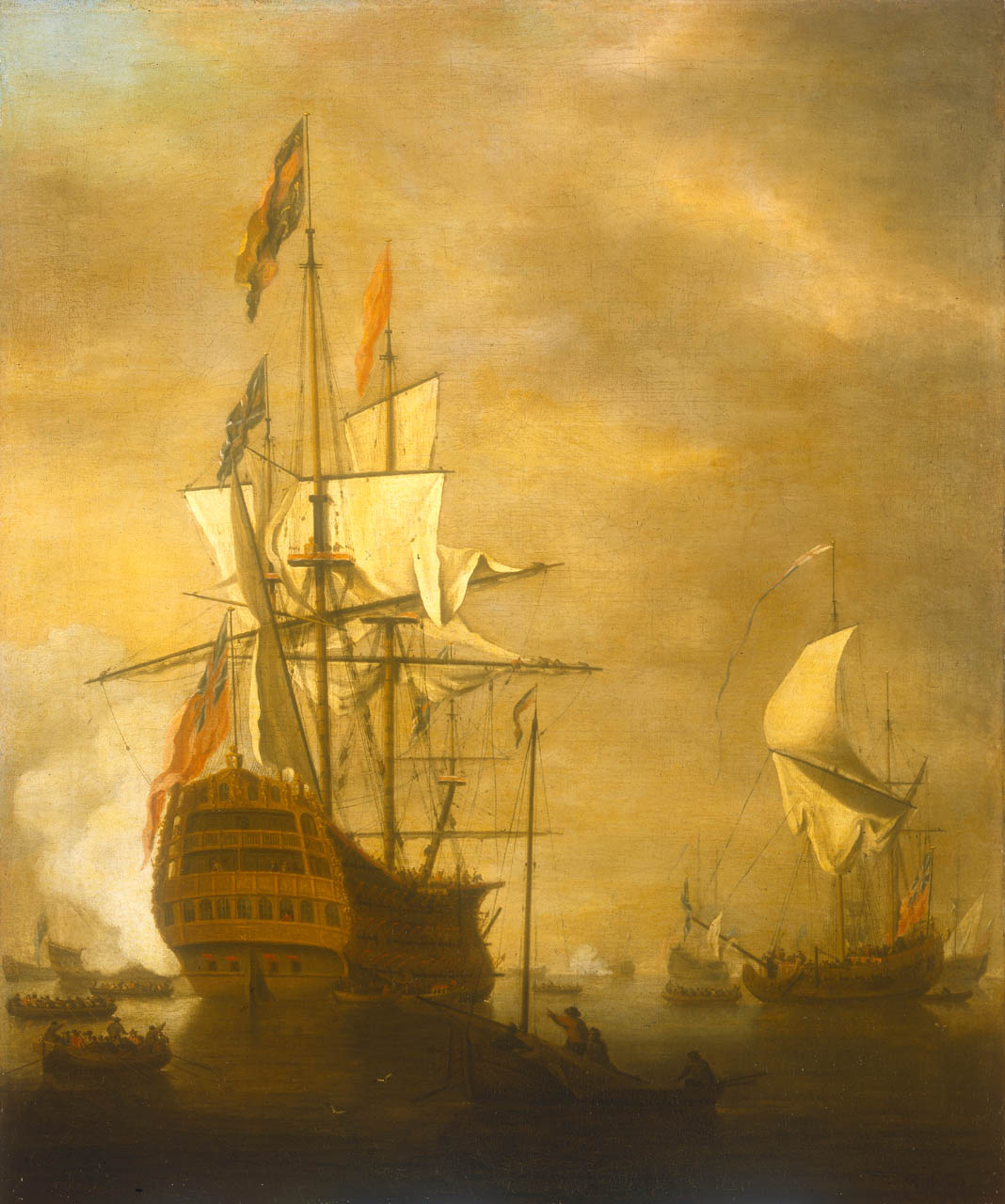
Le, tableau de Robert Woodcock, 1715.

Le premier rang est une catégorie de navire que les marines française et anglaise utilisaient ou utilisent pour désigner certains types de navires. 

## Marine anglaise
Entre le milieu du XVIIe siècle et le milieu du XIXe siècle, la Royal Navy désigne par « premier rang » (first-rate) les navires de guerre à voile ayant comme caractéristique principale un nombre de canons compris entre 100 et 120.
Le HMS Victory, vaisseau amiral d'Horatio Nelson est un exemple de vaisseau de premier rang.

## Marine française
Dans la marine française, le classement par rang est utilisé sous le règne de Louis XIV : les vaisseaux de premier rang sont, selon le règlement de 1669, des navires de plus de 1 400 tonneaux armés d'au moins 80 canons ; en 1689 y sont classés les vaisseaux de plus de 2 000 tonneaux portant plus de 100 canons.
Ces puissants trois-ponts servent souvent de navire amiral, comme le Soleil Royal lancé en 1669, utilisé par le comte de Tourville à Béveziers.
À partir du début du XVIIIe siècle, les navires de guerre français sont classés selon leur armement : les catégories des vaisseaux « de 100 » (exemple : le Ville de Paris, lancé en 1764 ou le Bretagne, lancée en 1766), « de 110 » (le Majestueux, lancé en 1780) puis « de 118 canons » (les États de Bourgogne, lancé en 1790 ou l’Orient, lancé l'année suivante) remplacent celle des « premiers rangs ».
Au XXIe siècle, la marine militaire française désigne ainsi ses frégates les plus armées.

## Quelques vaisseaux célèbres de premier rang

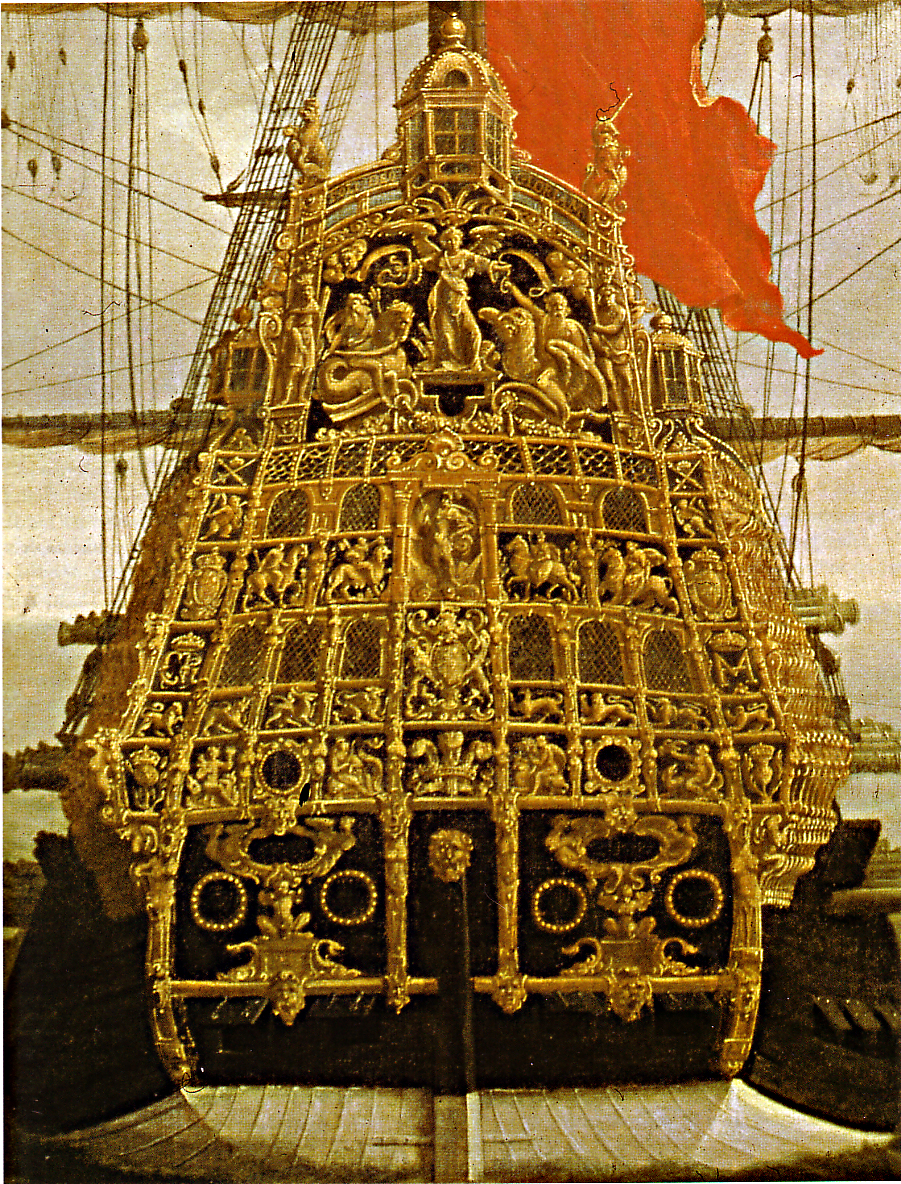
Poupe du HMS Sovereign of the Seas. Lancé en 1637, le fastueux vaisseau-amiral de Charles Ier reste en service 60 ans dans la Royal Navy et participe à de nombreux combats.
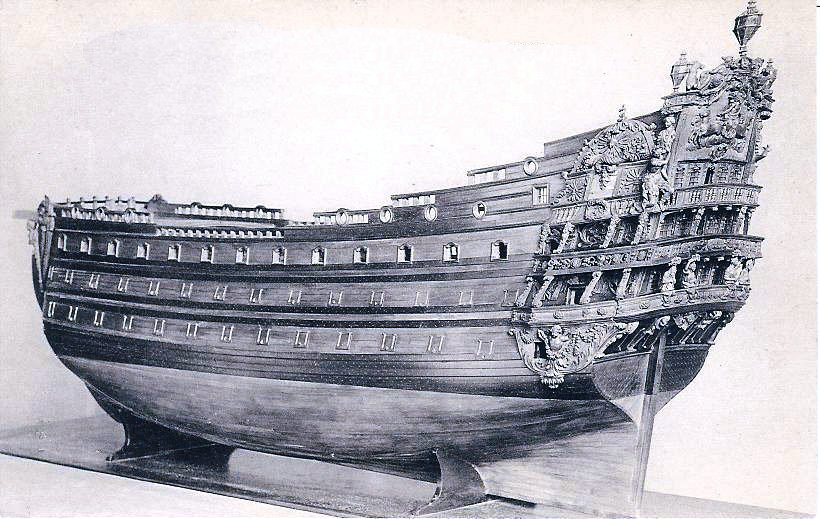
Le Soleil Royal, lancé en 1669. Vaisseau-amiral de Louis XIV au début de la Guerre de la Ligue d’Augsbourg, il est activement engagé en opération, endommagé à La Hougue en 1692 et détruit peu après lors de son échouement.
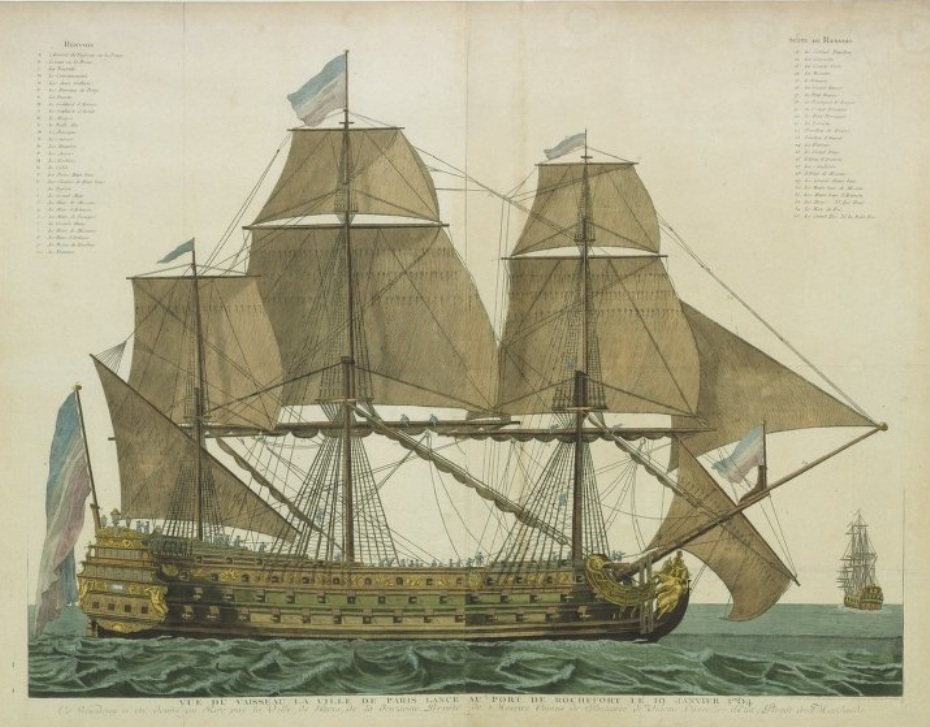
Le Ville de Paris, lancé en 1764 à l'occasion du don des vaisseaux. C'est le navire-amiral de l’escadre française envoyée en Amérique lors de la victoire décisive de la Chesapeake en 1781.
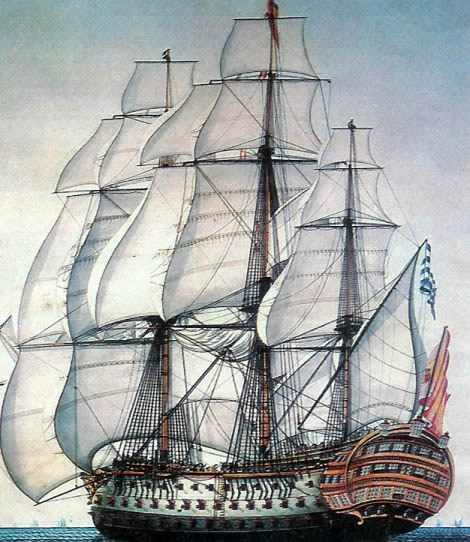
Le Santísima Trinidad espagnol. Lancé en 1769, c'est l’un des plus grands vaisseaux de son temps. Il porte trois, puis quatre ponts. Il est perdu en 1805 à la bataille de Trafalgar.
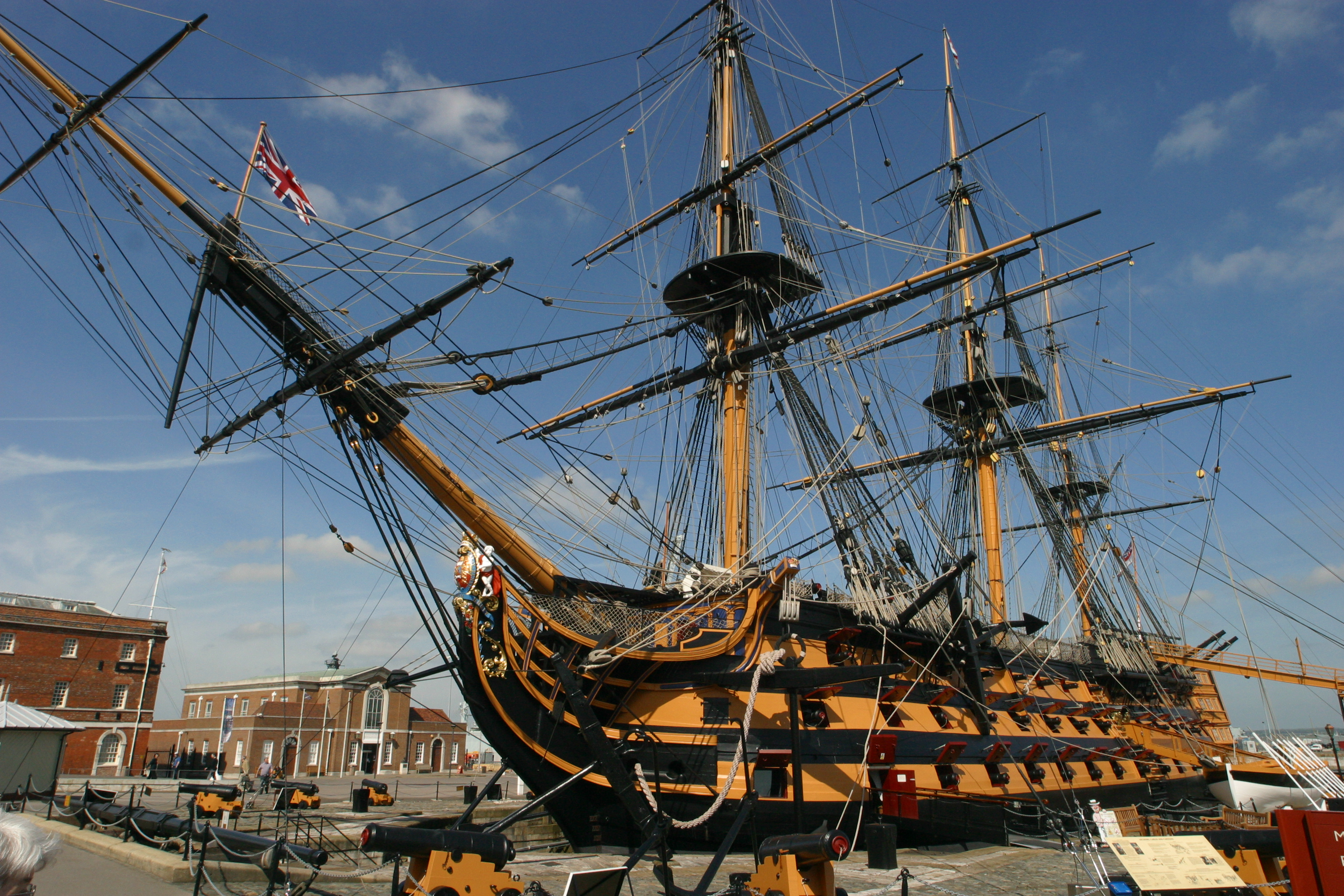
Le HMS Victory, vaisseau-amiral de la flotte anglaise à Trafalgar. Lancé en 1765, c'est le dernier exemplaire des trois-ponts du XVIIIe siècle. Il se visite à Portsmouth comme navire musée.